# Ergodentheorie
Ergodentheorie is een deelgebied van de wiskunde, dat dynamische systemen met een invariante maat en de daarmee samenhangende problemen bestudeert. De initiële ontwikkeling werd ingegeven door problemen binnen de statistische natuurkunde.
Ergodentheorie is de studie van groepen van meetbare transformaties {\displaystyle \phi } van een maatruimte die de maat {\displaystyle \mu (A)} van elke meetbare deelverzameling {\displaystyle A} van die maatruimte onveranderd laten in de zin dat {\displaystyle \mu \left(\phi ^{-1}(A)\right)=\mu (A).}
Een centraal aspect van ergodentheorie is het gedrag van een dynamisch systeem dat gedurende lange tijd loopt. Dit wordt uitgedrukt door ergodische stellingen, die beweren dat onder bepaalde voorwaarden het tijdgemiddelde van een functie langs haar paden bijna overal bestaat en gerelateerd is aan het ruimtegemiddelde. Twee van de belangrijkste voorbeelden zijn de ergodische stellingen van Birkhoff en von Neumann. Voor de speciale klasse van ergodische systemen is het tijdgemiddelde voor bijna alle initiële punten hetzelfde: statistisch gesproken "vergeet" een systeem, dat gedurende lange tijd evolueert, haar initiële toestand. Sterkere eigenschappen, zoals mengen en equidistributie zijn ook uitvoerig bestudeerd. Het probleem van metrische classificatie van de systemen is een ander belangrijk deel van de abstracte ergodische theorie. In de ergodentheorie en de toepassingen ervan op stochastische processen wordt een opmerkelijke rol gespeeld door de verschillende noties van entropie voor dynamische systemen.

## Abstract dynamisch systeem
Een abstract dynamisch systeem is een geordend viertal {\displaystyle (X,{\mathcal {B}},\mu ,\phi )} waar {\displaystyle X} een niet-lege verzameling is, {\displaystyle {\mathcal {B}}} een sigma-algebra van deelverzamelingen van {\displaystyle X,} {\displaystyle \mu } een kansmaat op {\displaystyle {\mathcal {B}}} en {\displaystyle \phi } een transformatie van {\displaystyle X} die meetbaar is ten opzichte van {\displaystyle {\mathcal {B}}} en die de maat {\displaystyle \mu } onveranderd laat in de hierboven aangegeven zin.
Deze definitie kadert in de algemene ergodentheorie als {\displaystyle \phi } inverteerbaar is: in dat geval beschouwen we de cyclische groep van de machten van {\displaystyle \phi } met gehele exponenten.
De abstracte definitie vindt haar motivering in de klassieke theorie van dynamische systemen. In dergelijke systemen is {\displaystyle \phi } een continue transformatie van een topologische ruimte die de mogelijke toestanden van het systeem modelleert. {\displaystyle \phi } bepaalt de evolutie van toestanden gedurende een gegeven tijdsinterval, en het bestaan van een geschikte invariante maat {\displaystyle \mu } moet worden aangetoond.